# Parodia werdermanniana
Parodia werdermanniana är en kaktusväxtart som först beskrevs av Wilhelm Guillermo Gustav o Franz Francis Herter, och fick sitt nu gällande namn av Nigel Paul Taylor. Parodia werdermanniana ingår i släktet Parodia och familjen kaktusväxter. Inga underarter finns listade i Catalogue of Life.

## Bildgalleri

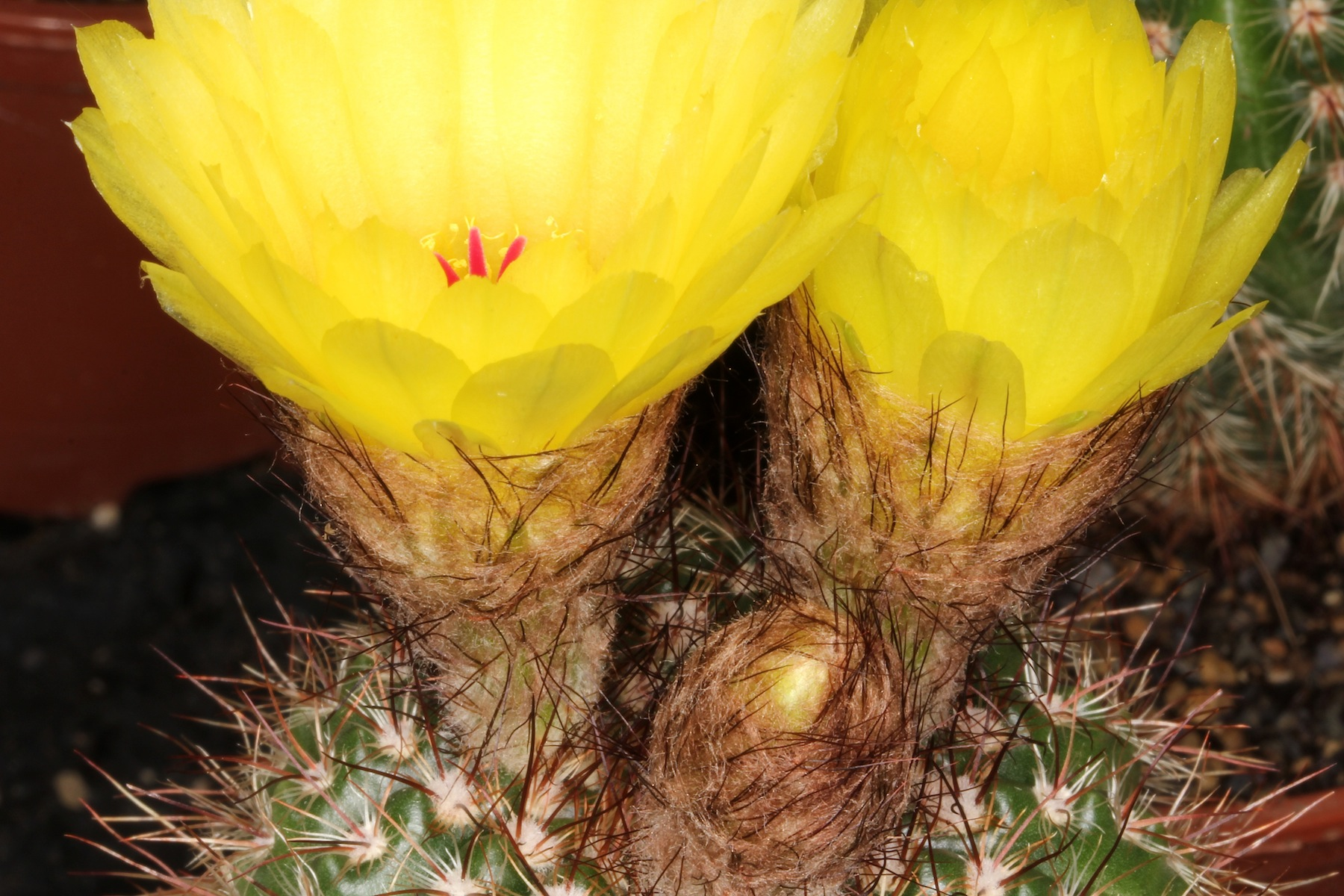